# Ichiji Otani
Ichiji Otani, född 31 augusti 1912 i Hyōgo prefektur, Japan, död 23 november 2007, var en japansk fotbollsspelare.